# Uncobasidium
Uncobasidium là một chi nấm thuộc họ Meruliaceae.